# 上北山温泉
上北山温泉（かみきたやまおんせん）は、奈良県吉野郡上北山村河合にある温泉。

## 泉質
- ナトリウム - 炭酸水素塩泉
  - 加温濾過循環方式

## 温泉施設
- 河合集落の少し北、北山川筋に日帰り入浴施設がある。かつてはフォレストかみきたの場所の隣の薬師湯という別の施設だったが、現在はフォレストかみきた内にある。フォレストかみきたは2015年（平成27年）から休館していた「ふれあいの郷ホテルかみきた」だった建物を改修して2020年（令和2年）6月1日に開業した宿泊施設である[1]。

## 歴史
- 昔から北山川の畔に温泉が湧出していた。温泉として開発が行われたのは1987年（昭和62年）で、同年にボーリングを行って源泉開発した後、温泉施設ができた。

## アクセス
- 車 : 西名阪自動車道郡山ICから国道24号 国道309号を経て、大淀町から国道169号を熊野方面へ。

または名阪国道針ICから国道369号を南下し、国道370号を経て国道169号を熊野方面へ。
- 鉄道 : 近鉄吉野線大和上市駅から車